# Quán Lào
Quán Lào là thị trấn huyện lỵ cũ của huyện Yên Định, tỉnh Thanh Hóa, Việt Nam.
Thị trấn Quán Lào có diện tích 8,24 km², dân số năm 2018 là 11.729 người, mật độ dân số đạt 1.423 người/km².

## Địa lý
Thị trấn Quán Lào nằm ở phía nam huyện Yên Định, dọc theo quốc lộ 45, điểm nối giữa thị trấn Vĩnh Lộc ở phía bắc với thị trấn Thiệu Hóa và thành phố Thanh Hóa ở phía nam, có vị trí địa lý:
- Phía đông giáp xã Định Bình
- Phía tây giáp xã Định Tăng
- Phía nam giáp huyện Thiệu Hóa
- Phía bắc giáp các xã Định Liên, Định Long và Định Hưng.

## Hành chính
Thị trấn Quán Lào được chia thành 10 khu phố: 1, 2, 3, 4, 5, Bối Lim, Lý Yên, Ngọc Sơn, Thành Phú, Thiết Đinh.

## Lịch sử
Phần lớn địa bàn thị trấn Quán Lào trước đây là xã Định Tường thuộc huyện Yên Định.
Ngày 5 tháng 7 năm 1977, huyện Yên Định sáp nhập với một phần huyện Thiệu Hóa thành huyện Thiệu Yên, xã Định Tường thuộc huyện Thiệu Yên.
Ngày 23 tháng 12 năm 1988, Hội đồng Bộ trưởng ban hành Quyết định số 188-HĐBT. Theo đó, thành lập thị trấn Thiệu Yên, thị trấn huyện lỵ huyện Thiệu Yên trên cơ sở tách một phần diện tích và dân số của hai xã Định Tường và Định Long.
Ngày 18 tháng 11 năm 1996, huyện Yên Định được tái lập, thị trấn Thiệu Yên trở thành huyện lỵ huyện Yên Định và được đổi tên thành thị trấn Quán Lào.
Đến năm 2018, thị trấn Quán Lào có diện tích 1,48 km², dân số là 4.361 người, mật độ dân số đạt 2.947 người/km². Xã Định Tường có diện tích 6,76 km², dân số là 7.368 người, mật độ dân số đạt 1.090 người/km².
Ngày 16 tháng 10 năm 2019, Ủy ban Thường vụ Quốc hội ban hành Nghị quyết số 786/NQ-UBTVQH14 về việc sắp xếp các đơn vị hành chính cấp xã thuộc tỉnh Thanh Hóa (nghị quyết có hiệu lực từ ngày 1 tháng 12 năm 2019). Theo đó, sáp nhập toàn bộ diện tích và dân số của xã Định Tường vào thị trấn Quán Lào.
Theo Nghị quyết số 1686/NQ-UBTVQH15 ra tháng 6 năm 2025, trên cơ sở giải thể huyện Yên Định và thành lập xã Yên Định trên cơ sở sáp nhập toàn bộ diện tích tự nhiên và dân số của 3 địa phương của huyện là Thị trấn Quán Lào, và 3 xã là Định Liên, Định Long, Định Tăng.